# Gloria Lisé
Gloria Lisé (seudónimo de la autora) (n. 22 de marzo de 1961) es una escritora, dramaturga, abogada, profesora argentina y una música consumada. Es la autora de Con los Pies en el Escenario: Trayectoria del Grupo Arte Dramático y su Director Salo Lisé (2003), un libro basado en la vida de su padre, la novela Viene Clareando (2005)que fue elegida por la "Comisión Nacional Argentina para la Protección de las Bibliotecas Populares" para su distribución en dichas instituciones públicas del país y la novela Paisaje de Final de Época, primer premio en literatura categoría novela de la provincia de Salta 2012. Viene Clareando, cuyo título refiere a la famosa canción de Atahualpa Yupanqui del mismo nombre, se publicó en Estados Unidos traducido al inglés como Departing at Dawn por The Feminist Press, en CUNY, en 2009. Fue traducido al portugués, publicado en Brasil como Vem Clareando (2013) por la editorial Incentivar. Fue reeditado en español por la Biblioteca de Textos Universitarios en 2015.

## Biografía
Lisé nació en la provincia de Salta, al noroeste de Argentina, en 1961. Durante su educación primaria y secundaria, estudió en el Conservatorio de Música de Salta, piano y chelo. Fue cantante profesional en el Coro Estable de la Provincia de Tucumán.
Lisé tenía quince años cuando se produjo el golpe de Estado contra el gobierno constitucional de Isabel Martínez de Perón, y una junta militar se apoderó del control de la Argentina el 24 de marzo de 1976. La agitación política de esa época, la inspiró para escribir sus novelas Viene Clareando y Paisaje de Final de Época, que se enfocan sobre el impacto del terrorismo de Estado sobre sus ciudadanos.
La escritora obtuvo su título de abogada de la Universidad Nacional de Tucumán y el título de Magíster en Valoración del Patrimonio Natural y Cultural en la Universidad Católica de Salta. Además de escribir libros, Lisé a menudo contribuye en publicaciones argentinas sobre el patrimonio artístico y cultural.

Es abogada y docente de la Universidad Nacional de Salta.

Viene clareando, obra de Gloria Lisé

## Algunas publicaciones
- Con los pies en el escenario: trayectoria del Grupo Arte Dramático y su director Salo Lisé. Editor Gloria Lisé, 249 pp. 2003 ISBN 987-43-5586-7, 2003.
- Viene Clareando. 159 pp. Leviatán, 2005.
- Departing at Dawn (The Feminist Press at CUNY, 2009).[4]
- Vem Clareando (2013, Incentivar)[3]
- Paisaje de Final de Época "Primer premio. Concursos Literarios Provinciales 2012. Categoría Novela.", Editorial Leviat ISBN 9789875149700
- Donde el cielo besa la tierra Biografía de Constanza Ceruti la Arqueóloga de Alta Montaña que descubrió las Momias del Llullaillaco, 2017, Mundo Gráfico Salta Editorial ISBN 978-987-698-199-6
- Gertrudis Chale Pintora de los suburbios y de las montañas, editorial Leviatán, 2018.
- Gertrudis Chale. Pintora "Como un ángel de greda", editorial Salta: Mundo Gráfico Salta Editorial, 2023. ISBN 978-987-698-420-1

### Dramaturgia
- obra de teatro "Pistas, huellas, marcas y deseo", estrenada en abril de 2011 en la sala Elías Antar de la Asociación Argentina de Actores, de Salta.[5]
- obra de teatro "Leales", estrenada en 2012.